# Gaumenhöhle
Die Gaumenhöhle (Sinus palatinus) ist eine kleine Nasennebenhöhle bei Huftieren, die das Innere des Gaumenbeins (Os palatinum) pneumatisiert. Bei Wiederkäuern ist sie eine selbstständige Bildung, die jederseits in der Pars perpendicularis des Gaumenbeins (Os palatinum) liegt. Bei Pferden vereinigt sie sich mit der Keilbeinhöhle zum Sinus sphenopalatinus.
In der Hälfte aller Fälle befindet sich eine Scheidewand zwischen Keilbeinhöhlensystem und Gaumenhöhle. Am Grund dieser befinden sich tiefe Taschen. Ähnlich wie die nasale Begrenzung der Gaumenhöhlen, welche ventral und nasal von der Kieferhöhlenöffnung liegt und ebenfalls Taschen ausbilden.